# Pectinia alcicornis
Pectinia alcicornis là một loài san hô trong họ Pectiniidae. Loài này được Saville-Kent mô tả khoa học năm 1871.